# Óscar Conde
Óscar Iván Conde Chourio, noto semplicemente come Óscar Conde (Maracay, 6 giugno 2002), è un calciatore venezuelano, difensore dell'Academia P.C. e della nazionale venezuelana.

## Caratteristiche tecniche
È un difensore centrale.

## Carriera

### Nazionale
Il 17 novembre 2020 ha debuttato con la nazionale venezuelana giocando l'incontro di qualificazione per i Mondiali 2022 vinto 2-1 contro il Cile.

## Statistiche
Statistiche aggiornate al 17 novembre 2020.

### Presenze e reti nei club
| Stagione        | Squadra         | Campionato      | Campionato | Campionato | Coppe nazionali | Coppe nazionali | Coppe nazionali | Coppe continentali | Coppe continentali | Coppe continentali | Altre coppe | Altre coppe | Altre coppe | Totale | Totale | Totale |
| Stagione        | Squadra         | Comp            | Pres       | Reti       | Comp            | Pres            | Reti            | Comp               | Pres               | Reti               | Comp        | Pres        | Reti        | Pres   | Reti   |        |
| --------------- | --------------- | --------------- | ---------- | ---------- | --------------- | --------------- | --------------- | ------------------ | ------------------ | ------------------ | ----------- | ----------- | ----------- | ------ | ------ | ------ |
| 2018            | Academia P.C.   | PD              | 3          | 0          | CV              | 0               | 0               |                    | -                  | -                  |             | -           | -           | 3      | 0      |        |
| 2019            | Academia P.C.   | PD              | 0          | 0          | CV              | 0               | 0               |                    | -                  | -                  |             | -           | -           | 0      | 0      |        |
| 2020            | Academia P.C.   | PD              | 8          | 1          | CV              | 0               | 0               |                    | -                  | -                  |             | -           | -           | 8      | 1      |        |
| Totale carriera | Totale carriera | Totale carriera | 11         | 1          |                 | 0               | 0               |                    | -                  | -                  |             | -           | -           | 11     | 1      |        |

### Cronologia presenze e reti in nazionale
| Cronologia completa delle presenze e delle reti in nazionale ― Venezuela | Cronologia completa delle presenze e delle reti in nazionale ― Venezuela | Cronologia completa delle presenze e delle reti in nazionale ― Venezuela | Cronologia completa delle presenze e delle reti in nazionale ― Venezuela | Cronologia completa delle presenze e delle reti in nazionale ― Venezuela | Cronologia completa delle presenze e delle reti in nazionale ― Venezuela | Cronologia completa delle presenze e delle reti in nazionale ― Venezuela | Cronologia completa delle presenze e delle reti in nazionale ― Venezuela |
| Data                                                                     | Città                                                                    | In casa                                                                  | Risultato                                                                | Ospiti                                                                   | Competizione                                                             | Reti                                                                     | Note                                                                     |
| ------------------------------------------------------------------------ | ------------------------------------------------------------------------ | ------------------------------------------------------------------------ | ------------------------------------------------------------------------ | ------------------------------------------------------------------------ | ------------------------------------------------------------------------ | ------------------------------------------------------------------------ | ------------------------------------------------------------------------ |
| 17-11-2020                                                               | Puerto Ordaz                                                             | Venezuela                                                                | 2 – 1                                                                    | Cile                                                                     | Qual. Mondiali 2022                                                      | -                                                                        | 90+1’                                                                    |
| Totale                                                                   |                                                                          | Presenze                                                                 | 1                                                                        |                                                                          | Reti                                                                     | 0                                                                        |                                                                          |